# Manari
Manari är en kommun i Brasilien.   Den ligger i delstaten Pernambuco, i den östra delen av landet, 1 400 km nordost om huvudstaden Brasília. Antalet invånare är 18 187.
Omgivningarna runt Manari är i huvudsak ett öppet busklandskap. Runt Manari är det ganska glesbefolkat, med 32 invånare per kvadratkilometer.